# Malachi Martin
Malachi Brendan Martin, talvolta noto con lo pseudonimo di Michael Serafian (in gaelico: Maolsheachlainn Breandán Ó Máirtín; Ballylongford, 23 luglio 1921 – New York, 27 luglio 1999), è stato un presbitero, teologo e scrittore irlandese naturalizzato statunitense.
Entrò nell'ordine dei gesuiti e divenne professore di paleografia presso il Pontificio Istituto Biblico Vaticano. Dal 1958 fu segretario del cardinale Augustin Bea durante i preparativi per il Concilio Vaticano II.
Disilluso dai risultati del Concilio, chiese di essere dispensato da alcuni voti presi e di lasciare l'ordine dei gesuiti. Nel 1964 si trasferì a New York dove visse fino alla morte. Durante la sua permanenza negli Stati Uniti d'America ottenne la cittadinanza statunitense.
Grande studioso di civiltà arcaiche, teologo ed esperto in lingue semitiche nonché prolifico scrittore, i suoi romanzi e libri di saggistica furono spesso critici nei confronti della gerarchia vaticana. Martin infatti riteneva che questa non avesse adempiuto la richiesta che la vergine Maria aveva fatta a Fátima. Tra le sue opere più significative vi troviamo The Scribal Character of The Dead Sea Scrolls, uno studio sui manoscritti del Mar Morto, Hostage To The Devil, che trattava di satanismo, di possessione demoniaca e del rito cattolico dell'esorcismo e The Final Conclave, che avvisava dell'attività dello spionaggio sovietico nella Santa Sede.

## Biografia

### Infanzia e studi universitari
Martin nacque a Ballylongford, nella contea di Kerry, in Irlanda, in una famiglia non povera, ma nemmeno ricca, ai cui figli veniva insegnato l'irlandese. La famiglia era molto religiosa e la fede cattolica era praticata e insegnata. I suoi genitori, Conor e Katherine Fitzmaurice Martin ebbero cinque figli, tra cui Malachi, e cinque figlie. Quattro dei cinque figli divennero sacerdoti, tra cui anche il fratello Francis Xavier Martin, che oltre ad essere un sacerdote fu anche uno storico.
Martin studiò al Belvedere College di Dublino per poi proseguire gli studi di filosofia gli ultimi tre anni all'University College di Dublino. Il 6 settembre 1939 entrò come novizio nella Compagnia di Gesù. Insegnò quindi per tre anni e trascorse quattro anni a Milltown Park, sempre a Dublino. Fu infine ordinato sacerdote nell'agosto 1954.
Dopo aver completato il corso di studi a Dublino, Martin si recò in Belgio per conseguire un dottorato in archeologia, orientalistica e lingue semitiche all'Università Cattolica di Malines. Perfezionò le proprie conoscenze all'Università Ebraica di Gerusalemme e all'Università di Oxford studiando l'ebraico, l'arabo e gli scritti arabi ed ebraici che trattavano di Gesù. Durante questo periodo si dedicò anche allo studio della psicologia sperimentale, della fisica e dell'antropologia.

### Attività accademica e religiosa
Martin iniziò la sua attività accademica dedicandosi all'analisi dei manoscritti del Mar Morto i cui risultati furono pubblicati in 24 articoli scientifici riguardanti la paleografia semitica. Successivamente si occupò di scavi archeologici nei pressi di Biblo cercando di decifrafre il sistema di scrittura ivi trovato, nonché a Tiro e nella penisola del Sinai. Proprio mentre si trovava in Egitto, Martin assistette al suo primo esorcismo. Nel 1958 pubblicò un'opera in due volumi che trattava dei rotoli del mar Morto.
Nel 1958 Martin fu scelto dal cardinale Augustin Bea come segretario personale. Mantenne la carica fino al 1964 e aiutò nel corso degli anni di servizio il cardinale nei suoi lavori in Vaticano. Durante il suo incarico al servizio di Bea, Martin assistette al Concilio Vaticano II (1962-1965) e seppur in principio nutriva speranze per gli esiti del concilio, durante gli ultimi lavori conciliari li trovo invece angoscianti. Durante gli anni del concilio Martin strinse amicizia con i reverendi George Higgins e John Courtney Murray S.I.
Durante la sua permanenza a Roma, Martin fu professore di aramaico, ebraico, paleografia e di Sacra scrittura al Pontificio Istituto Biblico. Era anche impiegato alla sede distaccata romana del Loyola University Chicago come professore di teologia. Grazie al suo rapporto lavorativo come segretario privato del cardinale Bea, Martin lavorò come traduttore al Dicastero per la promozione dell'unità dei cristiani, di cui il cardinale fu presidente fino alla sua morte. Durante il periodo romano Martin conobbe anche capi e personalità dell'ebraismo, come il rabbino Abraham Joshua Heschel. Dal 4 al 6 gennaio 1964 accompagnò papa Paolo VI nel suo viaggio in Giordania e Israele.
Nel 1964, dopo essersi dimesso dal suo impiego al Pontificio Istituto Biblico, chiese anche di essere dispensato dai suoi voti nei confronti dell'ordine dei gesuiti, nonché la possibilità di uscire dallo stesso. Ricevette risposta nel maggio del 1965, quando poté provvisoriamente uscire dall'ordine mentre ricevette la dispensa dai voti di povertà e obbedienza il 30 giugno successivo. Seppur ottenne una dispensa dai voti di povertà e obbedienza, nel caso in cui Martin fosse rimasto un chierico avrebbe comunque dovuto mantenere l'obbligo di celibato previsto per il clero di rito romano. Martin confermò che rimase un sacerdote e che in seguito ad un'udienza privata con Paolo VI poté mantenere anche il voto di castità preso entrando nell'ordine dei gesuiti.

### Negli Stati Uniti d'America
Nel 1966 Martin si trasferì e si stabilì a New York dove prese impiego come lavapiatti, cameriere e autista di taxi, pur continuando la sua attività di scrittore. Fondò nello stesso periodo anche un'azienda che si occupava di antiquariato e fu attivo nei mezzi di comunicazione e nei giornali statunitensi fino alla fine della sua vita.
Nel 1967 ricevette il suo primo Guggenheim Fellowship, un premio in denaro che permette al premiato di lavorare senza preoccuparsi del sostentamento economico ordinario affinché tutto il tempo sia dedicato all'opera da realizzare. Nel 1970 pubblicò il libro The Encounter: Religion in Crisis per il quale vinse il premio Choice rilasciato dalla American Library Association, ossia l'associazione delle biblioteche statunitensi. Nello stesso anno ottenne la cittadinanza statunitense. Negli immediati anni successivi diede alle stampe i libri Three Popes and the Cardinal: The Church of Pius, John and Paul in its Encounter with Human History, nel 1972, e Jesus Now, nel 1973.
Un secondo Guggenheim Fellowship ricevuto nel 1969 permise a Martin di incominciare a lavorare ad uno dei suoi quattro bestseller che sarebbe stato pubblicato soltanto nel 1976: Hostage to the Devil: The Possession and Exorcism of Five Living Americans. Nel libro l'autore affermava che era un esorcista e di aver assistito e praticato diversi esorcismi nel corso della sua vita da sacerdote. Secondo il giornalista McManus Darraugh, lo scrittore e sceneggiatore William Peter Blatty, famoso per aver concepito l'opera L'esorcista, avrebbe affermato che quanto riportato da Martin nel proprio libro non era nient'altro che un'opera di fantasia creata e pensata per vendere. Lo stesso Darraugh afferma che grazie a questo libro Martin divenne una persona iconica nel mondo del paranormale.
Martin trovò presto impiego nel campo dell'editoria e delle notizie, divenne infatti editore responsabile per la sezione religiosa del giornale National Review ricoprendo tale posizione dal 1972 al 1978, e si occupò anche di scrivere articoli per l'Encyclopædia Britannica. L'attività di scrittore continuò anche negli anni 80 e lo tenne impegnato fino alla fine della sua vita.
Nel 1989 Martin chiese e ottenne la possibilità di celebrare la messa. Durante questi ultimi anni di vita ricevette spesso supporto a riguardo delle sue interviste e dei contenuti dei suoi libri da circoli di cattolici legati alla tradizione, mentre era criticato da altri gruppi con tendenze spesso opposte, come il quindicinale National Catholic Reporter.
Durante la visita di papa Giovanni Paolo II negli Stati Uniti nell'ottobre 1995, Martin fu invitato dall'emittente CNN come commentatore. A partire dal 1996 iniziò anche a presenziare in alcune puntate del celebre programma radiofonico Coast to Coast AM per trattare di esorcismi, angeli e demoni, con interventi anche del pubblico. Sempre in questi ultimi anni della sua vita, a partire dal 1997, Martin strinse amicizia con il teologo e poi sacerdote di orientamento sedevacantista Rama Coomaraswamy.

### Morte

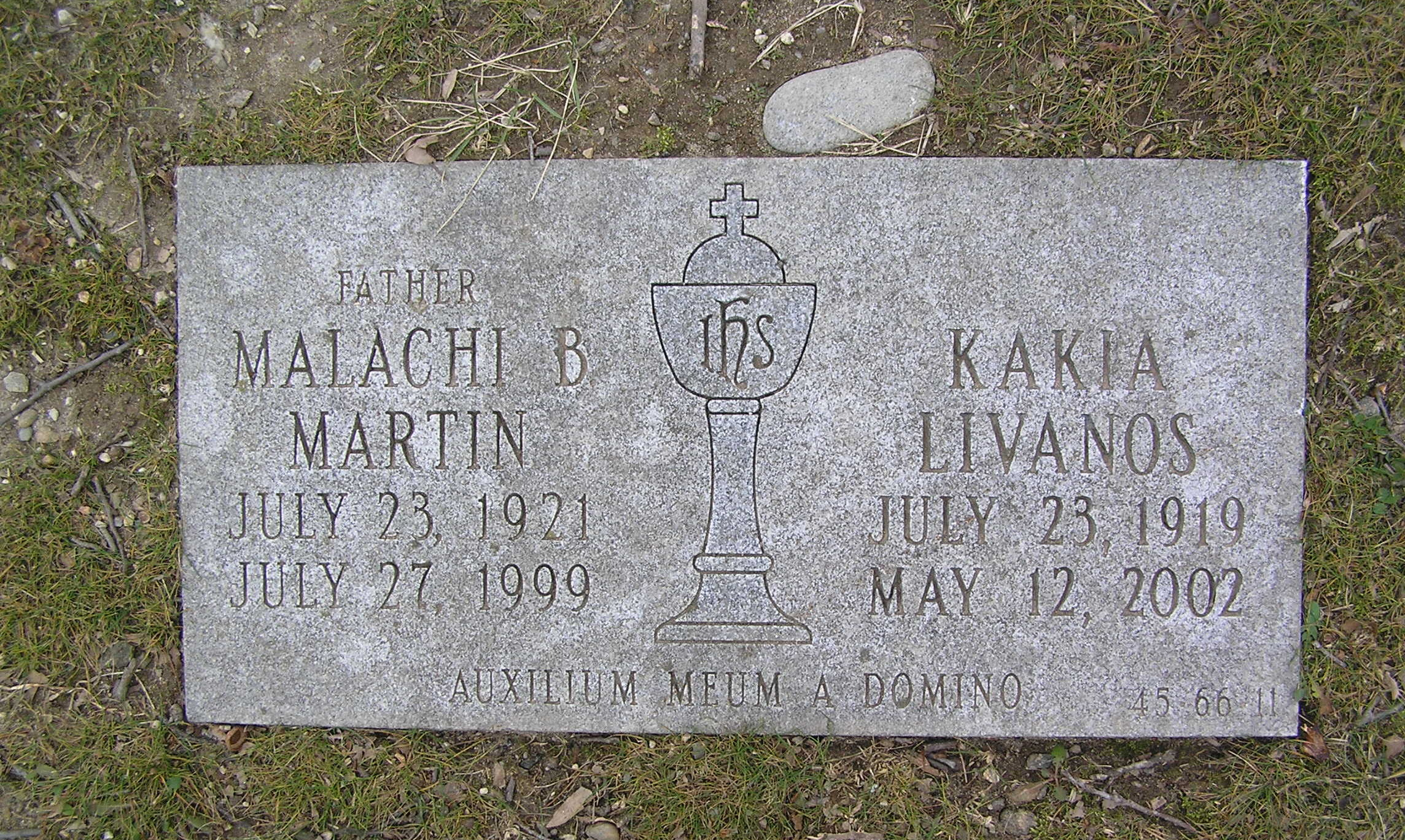
La lapide di Malachi Martin.

Martin morì il 27 luglio 1999 a New York per un'emorragia cerebrale a 78 anni. La morte fu causata da un incidente domestico in cui Martin cadde dalle scale. Martin affermò, mentre si trovava in ospedale in seguito all'incidente, che fu come se qualcuno lo avesse spinto giù per le scale, seppur quando avvenne l'incidente era l'unica persona in casa.
Il funerale fu celebrato nella chiesa di sant'Antonio a Jersey City e fu sepolto nel cimitero Gate of Heaven a Hawthorne.

## Pensiero
Martin nel corso della sua vita affermò e sostenne idee ed opinioni che si discostavano spesso dalla narrativa ufficiale degli eventi fornita dal Vaticano.

### Tre segreti di Fátima
Martin parlò spesso dei tre segreti di Fátima ed era un sostenitore dell'interpretazione fornita da Nicholas Gruner.
(Tratto da (EN) Malachi Martin, Plotting World Order in Rome. Vatican expert Malachi Martin tries to scope out papal succession, in U.S. News & World Report, 10 giugno 1996.)
Secondo Martin il terzo segreto al tempo non ancora rivelato, prediceva che l'Unione Sovietica sarebbe stata convertita al cristianesimo. Egli affermò anche che nel 1960, mentre resideva a Roma, si trovò fuori dalla stanza di papa Giovanni XXIII quando il pontefice, il cardinale Bea, di cui era segretario privato, e altri membri del clero, lessero la lettera di suor Lucia contenente il terzo segreto, potendo anche lui sentire la lettura del contenuto. Secondo Martin, poiché Giovanni XXIII auspicava in una cooperazione dell'Unione Sovietica per far partecipare i chierici ivi residenti alle sedute del Concilio Vaticano II, il pontefice deliberatamente decise di nascondere la lettera e a non dar seguito alle indicazioni fornite.

### Altre teorie
Martin non credeva alle presunte apparizioni di Međugorje e affermò di essere stato ingannato con falsi pretesti affinché egli le approvasse o mettesse una buona parola. Riguardo alle presunte apparizioni di Garabandal, Martin non prese mai posizione e preferì vedere gli eventi svilupparsi.
Nel 1997, durante un'intervista sul programma radiofonico Steel on Steel dell'emittente Radio Liberty Martin affermò che nel XX secolo due furono i pontefici uccisi:
- Papa Pio XI fu ucciso da Benito Mussolini a causa della pubblicazione della lettera enciclica Non abbiamo bisogno, critica del fascismo e dello Stato fascista;
- Papa Giovanni Paolo I fu ucciso dal cardinale Jean-Marie Villot[25] su ordine dei vertici dell'Unione Sovietica.[12]

### Elezione di Giuseppe Siri al soglio pontificio
Malachi Martin era un sostenitore della teoria secondo cui il cardinale Giuseppe Siri fu più volte eletto papa, ma che dovette rinunciare su pressioni e coercizione dei cardinali che non lo votarono. Martin affermò che Siri rifiutò perché era intimorito, ma affermò anche che la sua scelta fu fatta volontariamente.
- La prima elezione avvenne durante il conclave del 1963, a cui seguirono minacce nucleari che minavano l'esistenza stessa del Vaticano.[27]
- La seconda elezione avvenne durante il conclave dell'ottobre 1978. Martin, nella trasmissione radiofonica Steel on Steel affermò che Siri, dopo che gli fu comunicata la sua elezione, ricevette un biglietto in cui si minacciavano i famigliari di morte nel caso avesse accettato.

### Chierici appartenenti alla massoneria
Martin affermò che papa Giovanni XXIII e papa Paolo VI erano stati iniziati nella massoneria e che per un certo periodo parteciparono attivamente alle sedute. Foto che attestavano la partecipazione dei due pontefici alle riunioni erano secondo Martin in possesso della Segreteria di Stato. Questa informazione fu riportata anche nel suo romanzo best-seller Vatican: A Novel dove, in modo allegorico, egli scriveva che i pontefici papa Giovanni Angelica e papa Giovanni da Brescia facevano parte della massoneria.
Martin sosteneva anche la teoria secondo la quale l'arcivescovo e coordinatore della riforma liturgica Annibale Bugnini fosse un massone e che il cardinale segretario di Stato Agostino Casaroli fosse ateo e non avesse nessuna fede.

### Accordi di Metz
Nel libro pubblicato nel 1987 I gesuiti Martin descrisse accordi e patti tra il Vaticano e l'Unione Sovietica chiamati Accordi di Metz in cui il Vaticano si impegnava a non condannare il comunismo di stampo sovietico al Concilio Vaticano II in cambio della possibilità di alcuni prelati della Chiesa ortodossa russa di parteciparvici in qualità di osservatori, senza che questi fossero bloccati dalle autorità sovietiche nel lasciare il paese. Dei dettagli di questo accordo fu informato nella primavera del 1981 anche papa Giovanni Paolo II.

## Controversie

### Presunte relazioni sentimentali
Il giornalista Robert Blair Kaiser, già vaticanista per il noto giornale statunitense Time, nel 2002 pubblicò il libro Clerical Error: A True Story in cui fra l'altro affermava che Malachi Martin aveva avuto una relazione sentimentale con sua moglie nel 1964 mentre si trovava a Roma e che fosse fuggito negli Stati Uniti dopo essere stato espulso dall'ordine sacerdotale. Lo scrittore William H. Kennedy, amico di Martin, intervenne a riguardo con un articolo sul giornale Seattle Catholic in cui contestava le affermazione di Kaiser. Nel suo articolo, Kennedy mette in evidenza come lo stesso Kaiser nel suo libro afferma di essere stato diagnosticato come malato schizofrenico e cita alcuni passaggi del libro di Kaiser che, a suo avviso, dimostrano che Kaiser scriveva con una prospettiva distorta e delirante causata dalla malattia mentale.
Un'affermazione simile fu fatta anche dalla scrittrice Anna Rubino nel suo libro pubblicato nel 2008 Queen of the Oil Club: The Intrepid Wanda Jablonski and the Power of Information. Martin avrebbe avuto, per la Rubino, una relazione sentimentale con Wanda Jablonski, una giornalista che si occupava dell'industria petrolifera, mentre entrambi si trovavano a Beirut durante gli anni '50. Questa affermazione fu fatta però quando sia la Jablonski che Martin erano ormai deceduti da molti anni.

### Presunta ordinazione episcopale
In un filmato ricordo intitolato Malachi Martin Weeps For His Church, Rama Coomaraswamy, con cui Martin aveva tessuto un'amicizia durante i suoi ultimi anni di vita, affermò che l'amico era stato segretamente ordinato vescovo da papa Pio XII, con il compito di ordinare sacerdoti e vescovi per le comunità ecclesiali che si trovavano sotto i regimi comunisti dell'Europa dell'est.

## Opere

### Libri
- (EN) The Scribal Character of the Dead Sea Scrolls, in Bibliothèque du Muséon 44, vol. 1, Louvain, Publications Universitaires, 1958.
- (EN) The Scribal Character of the Dead Sea Scrolls, in Bibliothèque du Muséon 45, vol. 2, Louvain, Publications Universitaires, 1958.
- (EN) The Pilgrim: Pope Paul VI, The Council and The Church in a time of decision, New York, Farrar, Straus, 1964.[A 3]
- (EN) The Encounter: Religion in Crisis, New York, Farrar, Straus and Giroux, 1969, ISBN 0-374-14816-3.[A 4]
- (EN) Three Popes and the Cardinal: The Church of Pius, John and Paul in its Encounter with Human History, New York, Farrar, Straus and Giroux, 1972, ISBN 0-374-27675-7.
- (EN) Jesus Now, New York, E. P. Dutton, 1973, ISBN 0-525-13675-4.
- (EN) Hostage to the Devil: The Possession and Exorcism of Five Living Americans, New York, Readers Digest, 1976, ISBN 0-06-065337-X.;
  - 2ª edizione con nuova prefazione dell'autore, HarperSanFrancisco, San Francisco, ISBN 0-06-065337-X
- (EN) The Final Conclave, New York, Stein and Day, 1978, ISBN 978-0-8128-2434-6.
- (EN) King of Kings: a Novel of the Life of David, New York, Simon & Schuster, 1980, ISBN 0-671-24707-7.
- (EN) The Decline and Fall of the Roman Church, New York, G. P. Putnam's Sons, 1981, ISBN 0-399-12665-1.
- The New Castle: Reaching for the Ultimate, E.P. Dutton, New York; 1984 ISBN 0-525-16553-3
- Rich Church, Poor Church: The Catholic Church and its Money, G. P. Putnam's Sons, New York, 1984; ISBN 0-399-12906-5
- There is Still Love: Five Parables of God's Love That Will Change Your Life, Macmillan, New York, 1984; ISBN 0-02-580440-5
- (EN) Vatican. A novel, New York, Harper & Row, ISBN 978-0-06-015478-3.
- (EN) The Jesuits: The Society of Jesus and the Betrayal of the Roman Catholic Church, Linden Pub, 1º ottobre 1987, ISBN 0671545051.
- The Marian Year of His Holiness, Pope John Paul II, Saint Paul, Remnant Press, 1987
- God's Chosen People: The Relationship between Christian and Jews, Remnant Press, Saint Paul, 1988
- Apostasy Within: The Demonic in the (Catholic) American Church, Christopher Publishing House, Hanover, 1989 ISBN 0-8158-0447-4 (con Paul Trinchard S.T.D.)
- (EN) The Keys of This Blood: The Struggle for World Dominion between Pope John Paul II, Mikhail Gorbachev, and the Capitalist West, New York, Simon & Schuster, 1990, ISBN 0-671-69174-0.
- The Thunder of Justice: The Warning, the Miracle, the Chastisement, the Era of Peace, MaxKol Communications, Sterling, 1993; ISBN 0-9634307-0-X (con Ted Flynn e Maureen Flynn)
- Windswept House: A Vatican Novel, Doubleday, New York, 1996; ISBN 0-385-48408-9
- In the Murky Waters of Vatican II, MAETA, Metairie, 1997; ISBN 1-889168-06-8 (con Atila Sinke Guimarães)
- Fatima Priest: The Story of Father Nicolas Grüner, Gods Counsel Publishing, Pound Ridge, 1997; ISBN 0-9663046-2-4 (con Francis Alban e Christopher A. Ferrara)

### Edizioni in italiano
- I Gesuiti. Il potere e la segreta missione della Compagnia di Gesù nel mondo in cui fede e politica si scontrano [The Jesuits: The Society of Jesus and the Betrayal of the Roman Catholic Church], SugarCo Edizioni, 1988  [1987].

### Articoli
- (EN) Revision and reclassification of the Proto-Byblian signs, in Acta Orientalia, 31 (2), 1962,  pp. 250-271, ISSN 0030-5367 (WC · ACNP), JSTOR 43073693.
- (EN) The Balu'a Stele: A New Transcription with Paleographic and Historical Notes, in Annual of the Department of Antiquities of Jordan, 1964,  pp. 8-9.[A 5]
- (EN) The Scientist as Shaman, in Harper's Magazine, 244 (#1462), marzo 1972.
- (EN) Jewish Christian Ceasefire (PDF), in Worldview Magazine, New York: Carnegie Council for Ethics in International Affairs, n. 17, gennaio 1974,  pp. 17-19 (archiviato dall'url originale il 15 marzo 2012).[A 6]
- (EN) Death at Sunset, in National Review, 22 novembre 1974.
- (EN) On Toying with Desecration, in National Review, 10 ottobre 1975.
- (EN) On Human Love, in National Review, 2 settembre 1977.
- (EN) Test-Tube Morality, in National Review, 13 ottobre 1978.
- (EN) Footsteps of Abraham, in The New York Times, 13 marzo 1983.

### Annotazioni
1. ↑  Giovanni XXIII e Angelo Roncalli.
2. ↑  Primo nome di papa Paolo VI con riferimento alla provincia nella quale nacque.
3. ↑  Con lo pseudonimo Michael Serafian.
4. ↑  Con Henry Allen Moe.
5. ↑  Con William Ayres Ward.
6. ↑  Con James A. Rudin e David R. Hunter.